# Krzewinki szpalerowe

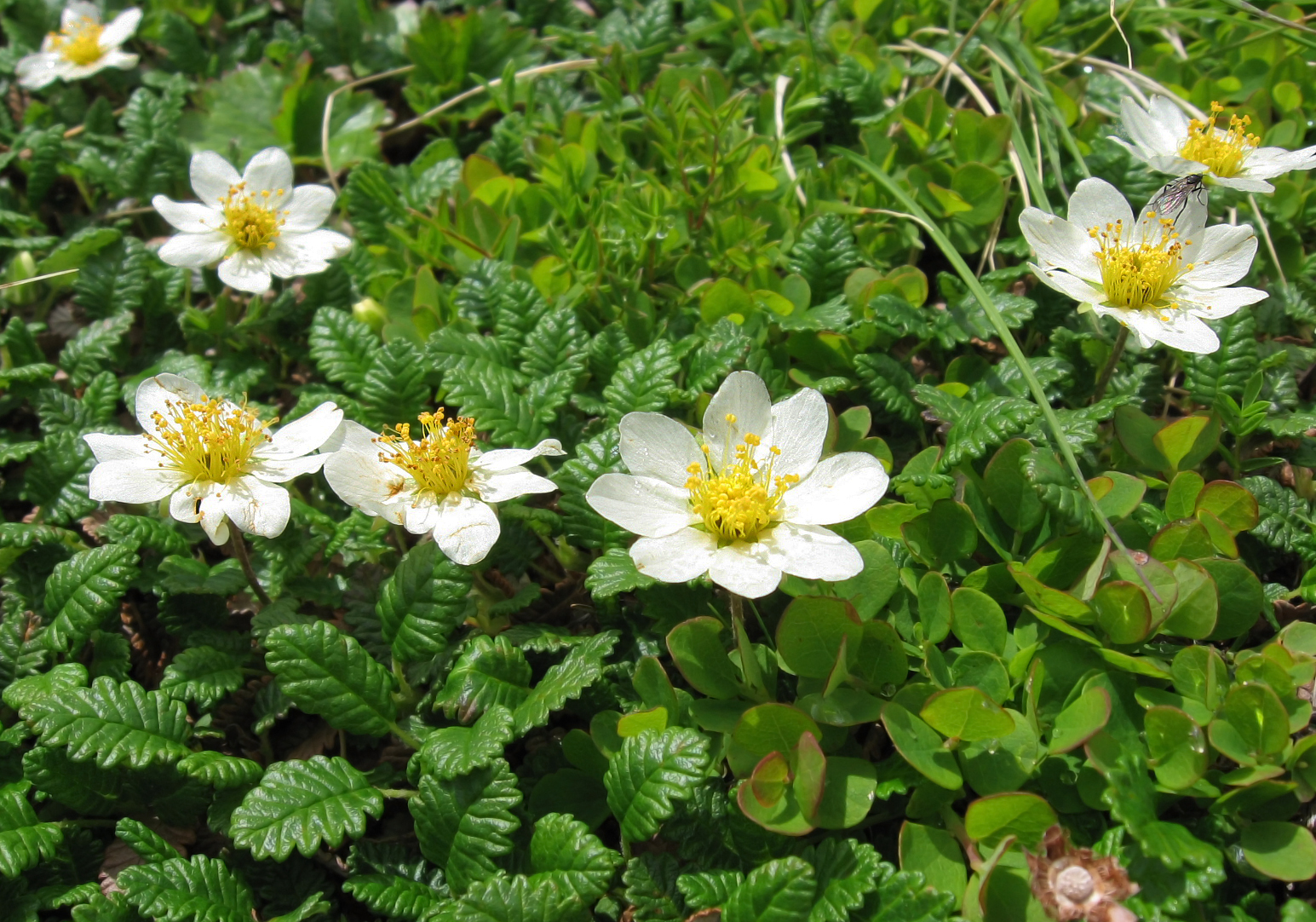
Dębik ośmiopłatkowy – przedstawiciel krzewinek szpalerowych

Krzewinki szpalerowe – krzewinki o łodygach płożących się po ziemi, silnie przylegając do niej. Są to rośliny karłowate, o wzroście zwykle nie przekraczającym kilku, co najwyżej kilkunastu centymetrów.
Krzewinki szpalerowe, podobnie jak rośliny poduszkowe i darniowe, są charakterystyczne dla terenów wysokogórskich, arktycznych i pustynnych, a więc dla terenów o surowych warunkach życia. Gęsto zbite przy ziemi łodyżki i liście krzewinek szpalerowych, zarówno te żywe, jak i obumarłe, wraz z gromadzącą się między nimi próchnicą i pyłem ochraniają żywe pędy i gromadzą wodę, ułatwiając przetrwanie silnych mrozów, suszy i silnego nasłonecznienia. Zwarta powierzchnia zewnętrzna w znacznym stopniu chroni roślinę przed silnymi i wysuszającymi wiatrami. Przylegając do ziemi krzewinki szpalerowe wykorzystują ciepło ziemi, gęste pędy tworzą warstwę izolującą, ograniczając utratę ciepła. 
Do krzewinek szpalerowych należą m.in.: dębik ośmiopłatkowy, wierzba zielna, wierzba żyłkowana, wierzba alpejska, wierzba wykrojona.